# Egon Pajenk
Egon Pajenk (Fohnsdorf, 1950. július 23. – Fohnsdorf, 2022. augusztus 19.) válogatott osztrák labdarúgó, hátvéd. Játéka nem volt technikás, az erő és a keménység jellemezte. Fejjel átlagon felüli képességű volt.

## Pályafutása

### Klubcsapatban
1970-ig a WSV Fohnsdorf csapatában játszott. 1970 és 1979 között a Rapid Wien, 1979–80-ban az Admira Wacker, 1980–81-ban az SPG Innsbruck labdarúgója volt. A Rapiddal két osztrákkupa-győzelmet ért el.

### A válogatottban
1974–75-ben három alkalommal szerepelt az osztrák válogatottban.

## Sikerei, díjai
Rapid Wien
- Osztrák kupa
  - győztes (2): 1972, 1976

## Statisztika

### Mérkőzései az osztrák válogatottban
| Ausztria | Ausztria             | Ausztria                      | Ausztria    | Ausztria | Ausztria     | Ausztria     | Ausztria | Ausztria |
| #        | Dátum                | Helyszín                      | Hazai       | Eredmény | Vendég       | Kiírás       | Gólok    | Esemény  |
| -------- | -------------------- | ----------------------------- | ----------- | -------- | ------------ | ------------ | -------- | -------- |
| 1.       | 1974. szeptember 28. | Bécs, Práter stadion          | Ausztria    | 1 – 0    | Magyarország | barátságos   | -        |          |
| 2.       | 1974. november 13.   | Isztambul, İnönü Stadion      | Törökország | 0 – 1    | Ausztria     | barátságos   | -        |          |
| 3.       | 1975. március 16.    | Luxembourg, Municipal Stadion | Luxemburg   | 1 – 2    | Ausztria     | Eb-selejtező | -        |          |
|          | Összesen             |                               |             | 3        | mérkőzés     |              | 0        | gól      |